# جبل علقان
جبل علقان يقع في حدود مدينة نيوم الجغرافية وقرب قرية علقان الأثرية بمنطقة تبوك شمال غرب المملكة العربية السعودية ومن ضمن مرتفعات جبال مدين، ويعد من المرتفعات التي تتساقط عليها الثلوج في السعودية كل عام تقريبًا، ويعتبر من الوجهات السياحية عند سكان تبوك والزوار، وتُنظم فيه أنشطة سياحية خلال فصل الشتاء وقت تساقط الثلوج.

## طبيعة الجبل
يتكون جبل علقان من صخور جرانيتية تتميز بتشكيلات متنوعة، وتحيط بها الرمال، ويعد من ضمن مرتفعات جبال مَديَن الممتدة من جنوب دائرة عرض 28ْ شمالًا حتى الحدود مع الأردن.